# Missili in giardino
Missili in giardino è un film commedia del 1958 diretto da Leo McCarey con Paul Newman, Joanne Woodward e Joan Collins e distribuito dalla 20th Century Fox. Tratto dall'omonimo romanzo di Max Shulman del 1956.

## Trama
Nella cittadina di Putnam’s Landing monta la protesta dei cittadini contro l'installazione di una base missilistica. Tra i più impegnati c'è Grace il cui marito Harry, a sua insaputa, ha avuto l'incarico dall'esercito di curarne i dispositivi più segreti. 